# Adolfo Luján
Adolfo Luján era un lanzador de béisbol Cubano en la Liga Cubana.

## Trayectoria
Jugó durante 8 años, desde 1882 hasta 1891.
Jugó con el club Habana. Fue elegido al Salón de la Fama del Béisbol Cubano en 1939. 
Uno de los primeros lanzadores estelares en los primeros años de la pelota invernal cubana. Cuando se instituyó el Templo de los Inmortales en Cuba hacia finales de los años 1930, Luján fue seleccionado en la primera votación. 
Tres veces obtuvo el campeonato de pitcheo de la época (1885 - 1886, 1887 y 1888) y también en tres ocasiones el liderato de más juegos ganados. La mejor de sus contiendas fue la de 1888, donde tiró y completó 15 juegos, ganó 11 y sólo perdió 4. 
Su fabuloso promedio de 791, fue el más alto del circuito invernal en todos los tiempos. Con excepción de su primera campaña (1882 - 1883) que la firmó con el Almendares, el resto de sus temporadas defendió el pabellón rojo del Habana.